# 施泰因堡
施泰因堡是德国石勒苏益格－荷尔斯泰因州的一个市镇。总面积23.91平方公里，总人口2501人，其中男性1248人，女性1253人（2011年12月31日），人口密度105人/平方公里。